# Палац водних видів спорту (Баку)
Палац водних видів спорту (азерб. Su İdmanı Sarayı) розташований у новій частині Бакинського бульвару і має загальну площу 72000 квадратних метрів.
Відповідає повністю вимогам Міжнародної Федерації Плавання. У червні 2015 року в палаці пройшли змагання з плавання, синхронного плавання та стрибків у воду в рамках I Європейських ігор.

## Історія

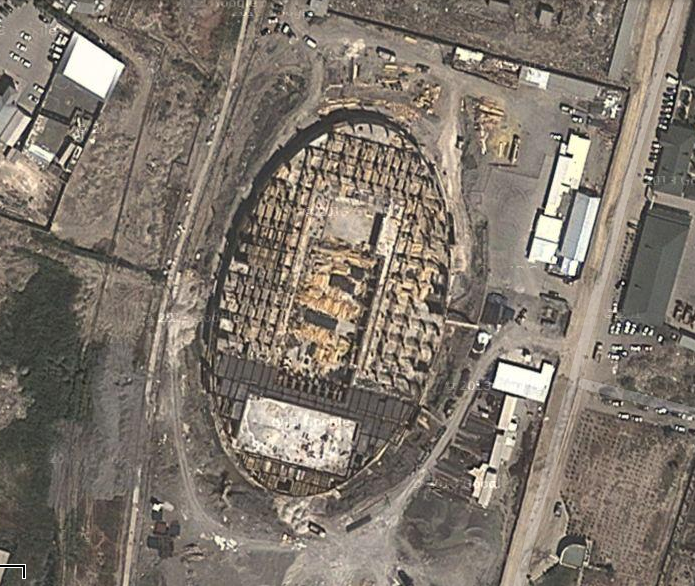
Палац водних видів спорту під час будівництва. Знімок із супутника

30 серпня 2012 року Президент Азербайджану Ільхам Алієв підписав розпорядження про будівництво в місті Баку водного Палацу спорту. Для проєктування і будівництва палацу з передбаченого в державному бюджеті на 2012 рік Резервного фонду Президента Міністерству молоді та спорту Азербайджану було спочатку виділено 5 мільйонів манатів. Роботи з проєктування палацу були завершені південнокорейською компанією Securo CO.LTD.
19 квітня 2013 року за участі Ільхама Алієва відбулася церемонія закладання фундаменту Палацу водних видів спорту.

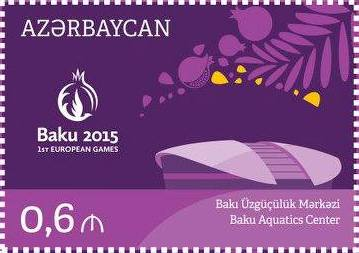
Марка Азербайджану, 2014

У палаці водних видів спорту є три плавальних басейни. Довжина головного басейну становить 50, ширина — 25, а глибина 2,5 метра. Цей басейн передбачений для змагань з різних водних видів спорту місцевого та міжнародного рівня.
Довжина басейну для стрибків у воду з висоти, що знаходиться в основному залі, складає 25 метрів, ширина — 20. Тут побудована п'ятиступінчаста платформа для стрибків у воду з висоти 1, 3, 5, 7,5 і 10 метрів. Також у палаці будуть функціюють фітнес-зали, ресторан, конференц-зали, офіси, роздягальні, службові та підсобні приміщення. Крім цього на території Палацу водних видів спорту є допоміжні будівлі і установки, наземний паркінг на 500 автомобілів. Відзначено, що за змаганнями, які проходять у палаці, можуть спостерігати від 6 до 10 тисяч глядачів.
20 квітня 2015 року відбулося відкриття Палацу водних видів спорту. У відкритті взяли участь президент Азербайджанської Республіки Ільхам Алієв та його дружина, голова Організаційного комітету перших Європейських ігор «Баку-2015» Мехрібан Алієва.